# Mahanarva soluta
Mahanarva soluta är en insektsart som beskrevs av Melichar 1915. Mahanarva soluta ingår i släktet Mahanarva och familjen spottstritar. Inga underarter finns listade i Catalogue of Life.